# 珍妮佛·賽姆
珍妮弗·瑪麗亞·賽姆（英語：Jennifer Maria Syme，1972年12月7日—2001年4月2日），是美國女演員、私人助理和唱片公司的高階主管。她與演員基努·李維的戀情開始在1998年開始，在他們的女兒流產後於2000年初結束。然而，這對伴侶於2001年復合。2001年4月2日，賽姆因車禍去世，得年28歲。

## 早年生活和職業生涯
賽姆出生於加利福尼亞州皮科里韋拉，成長在拉古納比奇。她的父母是查爾斯·賽姆 (Charles Syme) 和瑪麗亞·聖約翰 (Maria St. John)，瑪麗亞·聖約翰是一名退休的加利福尼亞州高速公路巡邏員。然而，在珍妮佛出生後不久，她的父母就離婚了。
當賽姆上高中時，她和母親搬到洛杉磯，這使她對電影製作產生了濃厚的興趣，尤其是對大衛·林奇的電影。根據演員兼電影製片人史考特・柯菲的說法，賽姆在16歲時走進林奇的辦公室。柯菲說：「她是一個超級大粉絲，想在雙峰上做任何事情」。賽姆在林奇的公司Asymmetrical Productions找到了一份工作，她從實習開始，最終在那裡工作了五年。她向林奇介紹了自己，根據柯菲的說法，她對1997年的電影《妖夜慌蹤》中的音樂產生了巨大影響。
賽姆也涉足演藝界，柯菲為她拍攝了五部獨立短片，其中最後一部作品《妖夜慌蹤》於2001年1月在聖丹斯電影節上放映。隨後，賽姆成為一家音樂唱片公司的員工。她還擔任過Jane's Addiction樂團的吉他手戴夫‧納瓦羅的私人助理，並在後來的嗆辣紅椒合唱團的私人助理。
1997年，賽姆在大衛·林奇執導的《妖夜慌蹤》中扮演一個小角色，名為“癮君子”，這是她的電影處女作。
此後，賽姆在史考特・柯菲於2005年上映的電影愛麗·帕克中飾演一個被稱為「演員小雞」的角色，重演了她在2001年同名短片中的角色。
在她於2001年去世之前，賽姆已經獲得加利福尼亞大學洛杉磯分校電影監督課程的錄取，並擔任唱片公司的高階主管。

## 個人生活
根據報導，賽姆在1998年在搖滾樂隊天狼星派對上認識了演員基努·李維。然而，珍妮佛的母親瑪麗亞·聖約翰對這些報導提出異議，聲稱兩人已經認識了十年，她親自見證了李維和賽姆在一起，並不是在派對上。
賽姆在1999年12月24日懷孕8個月後為李維生下了一個女兒，名為Ava Archer Syme-Reeves。然而，這個孩子不幸流產了。珍妮佛和李維對失去孩子的悲痛給他們的關係帶來了壓力，並在幾週後結束了這段關係。儘管分手，他們仍然保持親密的朋友關係，並在2001年重新一起。

## 逝世
2001年4月1日，賽姆參加音樂家瑪麗蓮·曼森家中舉辦的派對。在黎明前，賽姆被另一位參加聚會的客人開車載她回家。據報導，她離開家後返回參加聚會，開著吉普大切諾基進入洛杉磯卡胡加大道，不幸撞擊到一排停放的汽車。她被彈出車外，當場死亡，結果年僅28歲。在珍妮佛的葬禮上，基努·李維、戴夫·納瓦羅、斯科特·伊恩和大衛·林奇擔任護柩者的角色，他們因芭芭拉·史翠珊的“高地”和貝蒂的歌聲而受到頌揚，後者演唱了「我翅膀下的風」。賽姆被安葬在洛杉磯西木村紀念公園公墓。大衛·林奇將他2001年的電影《穆荷蘭大道》獻給了珍妮佛。
根據調查結果，警方發現賽姆在事故發生時沒有繫安全帶。此外，他們還發現兩張捲起的美元鈔票，裡面含有一種白色粉末狀物質以及兩瓶處方藥：一種肌肉鬆弛劑和一種抗驚厥藥。
雖然賽姆和基努·李維在女兒流產後不久就分手，但根據李維告訴調查人員的說法，他們又復合了。具體來說，2001年4月1日，他們一起在舊金山的Crepes on Cole餐廳享用早午餐。 第二天，李維打電話給洛杉磯縣驗屍辦公室，詢問珍妮弗·賽姆是否在那裡。這是根據麥克威利中尉的說法。
在2002年4月，賽姆的母親瑪麗亞·聖約翰提起訴訟，指控瑪麗蓮·曼森過失致死行為，包括給予賽姆各種毒品以及指示珍妮佛在喝醉的情況下開車。然而，曼森否認這些指控，稱訴訟「完全沒有依據」。最終，這起案件於2003年5月被駁回。

## 影視作品

### 演員
- 《妖夜慌蹤》 (1997年) - Junkie Girl
- 《愛麗·帕克（英语：Ellie Parker）》 (2001年) - Casting Chick (短片)
- 《愛麗·帕克》  (2005年) - Casting Chick (追贈表演者名義，最後電影角色)

### 產品助理
- 《飯店房間（英语：Hotel Room）》 (1993年1月8日)
- 《妖夜慌蹤》 (1997年)

## 外部連結
- 珍妮佛·賽姆在互联网电影资料库（IMDb）上的資料（英文）